# Bálványos
Bálványos is een plaats (község) en gemeente in het Hongaarse comitaat Somogy. Bálványos telt 601 inwoners (2006).